# Matrice invertibile
In matematica, in particolare in algebra lineare, una matrice quadrata è detta invertibile, o regolare, o non singolare se esiste un'altra matrice tale che il prodotto matriciale tra le due restituisce la matrice identità.
L'insieme delle matrici invertibili di dimensioni {\displaystyle n\times n} è un gruppo moltiplicativo rispetto all'ordinaria operazione di prodotto matriciale; tale struttura algebrica è detta Gruppo generale lineare ed è indicata con il simbolo {\displaystyle \mathrm {GL} (n)}.

## Definizione
Una matrice quadrata {\displaystyle A_{n\times n}} è detta invertibile se esiste una matrice {\displaystyle B_{n\times n}} tale che:
{\displaystyle AB=BA=I_{n}}
dove {\displaystyle I_{n}} denota la matrice identità {\displaystyle {n\times n}} e la moltiplicazione usata è l'ordinaria moltiplicazione di matrici.
Se è questo il caso, allora la matrice {\displaystyle B} è univocamente determinata da {\displaystyle A} ed è chiamata l'inversa di {\displaystyle A}, indicata con {\displaystyle A^{-1}}.
Nella definizione, le matrici {\displaystyle A} e {\displaystyle B} hanno valori in un anello con unità.

## Definizioni equivalenti
Una matrice {\displaystyle A} è singolare se ha determinante uguale a zero. Tra le affermazioni elencate sotto, la più importante dice che se {\displaystyle A} ha valori in un campo, come ad esempio quello dei numeri reali o complessi, la matrice è invertibile se e solo se non è singolare.
Sia {\displaystyle A} una matrice quadrata {\displaystyle {n\times n}} con valori in un campo {\displaystyle \Bbbk } (ad esempio, il campo dei numeri reali o complessi).
Le seguenti affermazioni sono equivalenti e caratterizzano una matrice {\displaystyle A} invertibile:
- Esiste una matrice {\displaystyle B_{n\times n}} tale che {\displaystyle AB=BA=I_{n}}.
- Il determinante non è nullo: {\displaystyle \det A\neq 0}.
- Il rango di {\displaystyle A} è {\displaystyle n}.
- La trasposta {\displaystyle A^{T}} è una matrice invertibile.
- L'equazione {\displaystyle Ax=0} (con {\displaystyle x} e {\displaystyle 0} vettori colonna in {\displaystyle \Bbbk ^{n}}) ha solamente la soluzione banale {\displaystyle x=0}.
- L'equazione {\displaystyle Ax=b} ha esattamente una soluzione per ogni {\displaystyle b} in {\displaystyle \Bbbk ^{n}}.
- Le colonne di {\displaystyle A} sono linearmente indipendenti.
- Le righe di {\displaystyle A} sono linearmente indipendenti.
- Le colonne di {\displaystyle A} generano {\displaystyle \Bbbk ^{n}}.
- Le colonne di {\displaystyle A} formano una base di {\displaystyle \Bbbk ^{n}}.
- L'applicazione lineare {\displaystyle L_{A}} da {\displaystyle \Bbbk ^{n}} in {\displaystyle \Bbbk ^{n}} data da: {\displaystyle L_{A}:x\mapsto Ax} è biiettiva.
- Il numero 0 non è un autovalore di {\displaystyle A}.
- {\displaystyle A} è trasformabile nella matrice identità {\displaystyle I_{n}} tramite l'algoritmo di Gauss-Jordan.
- {\displaystyle A} è trasformabile mediante algoritmo di Gauss-Jordan in una matrice a scalini con {\displaystyle n} pivot.

## Proprietà
- L'inversa di una matrice invertibile {\displaystyle A} è essa stessa invertibile, e si ha:[2]

{\displaystyle (A^{-1})^{-1}=A\ }
- Il prodotto di due matrici invertibili {\displaystyle A_{n\times n}} e {\displaystyle B_{n\times n}} è ancora invertibile, con inversa data da:

{\displaystyle (AB)^{-1}=B^{-1}A^{-1}\ }
Come conseguenza delle proprietà precedenti, l'insieme delle matrici invertibili {\displaystyle n\times n} costituisce un gruppo con la moltiplicazione, noto come il gruppo generale lineare {\displaystyle \mathrm {GL} (n)}.
Poiché le matrici invertibili formano un gruppo, possono in molti casi essere manipolate come se fossero dei numeri reali. Ad esempio:
- Se {\displaystyle A} è invertibile, l'equazione {\displaystyle AX=B} ha una sola soluzione, data da {\displaystyle X=A^{-1}B}. Analogamente {\displaystyle XA=B} ha come unica soluzione {\displaystyle X=BA^{-1}}.

### Matrici reali
Sul campo dei numeri reali l'insieme di tutte le matrici {\displaystyle n\times n} è uno spazio vettoriale isomorfo a {\displaystyle \mathbb {R} ^{n^{2}}}, e il sottoinsieme delle matrici non invertibili è un insieme nullo, cioè ha misura di Lebesgue zero, essendo l'insieme degli zeri della funzione determinante, che è un polinomio. Intuitivamente, questo vuol dire che la probabilità che una matrice quadrata casuale a valori reali sia non-invertibile è zero. Parlando in modo approssimativo, si dice che "quasi tutte" le matrici sono invertibili.

### Matrice invertibile in un anello
Il teorema della matrice invertibile generalmente non vale in un anello commutativo. In questo caso, la matrice è invertibile se e solo se il suo determinante è una unità, ossia è invertibile, in questo anello.

## Sistemi lineari
Se {\displaystyle A} è invertibile, l'equazione {\displaystyle AX=B} ha una sola soluzione, data da {\displaystyle X=A^{-1}B}. Analogamente {\displaystyle XA=B} ha come unica soluzione {\displaystyle X=BA^{-1}}.
Nel caso particolare in cui {\displaystyle X} e {\displaystyle B} abbiano dimensioni {\displaystyle {n\times 1}}, ovvero siano vettori colonna, l'equazione {\displaystyle AX=B} rappresenta un sistema lineare, dove {\displaystyle A} è la matrice dei coefficienti.
{\displaystyle A} è invertibile se il sistema ha una soluzione unica o, in modo equivalente, se il sistema omogeneo associato ha come unica soluzione il vettore nullo.

## Calcolo della matrice inversa
Esistono vari metodi per il calcolo dell'inversa di una matrice quadrata invertibile {\displaystyle A}.

### Matrici di ordine 2
La matrice inversa di una matrice 2 per 2 invertibile:
{\displaystyle {\begin{pmatrix}{a}&{b}\\{c}&{d}\end{pmatrix}}}
è la seguente:
{\displaystyle {\begin{pmatrix}{\frac {d}{{a}{d}-{b}{c}}}&{\frac {-b}{{a}{d}-{b}{c}}}\\{\frac {-c}{{a}{d}-{b}{c}}}&{\frac {a}{{a}{d}-{b}{c}}}\end{pmatrix}}={\frac {1}{{a}{d}-{b}{c}}}{\begin{pmatrix}d&-b\\-c&a\end{pmatrix}}}
Si noti come questa formula è ricavabile del metodo dei cofattori sotto spiegato.

### Metodo della matrice dei cofattori
Il metodo della matrice dei cofattori risulta particolarmente rapido quando non interessa calcolare tutti gli elementi della matrice inversa, e quando la matrice è di dimensione contenuta. Inoltre, la presenza di variabili letterali tra gli elementi non aumenta di molto la complessità del calcolo.
Data una matrice {\displaystyle A} quadrata e invertibile:
{\displaystyle A={\begin{pmatrix}\;[A]_{1,1}&\ldots &[A]_{1,n}\\\vdots &\ddots &\vdots \\\;[A]_{n,1}&\ldots &[A]_{n,n}\\\end{pmatrix}}}
la sua inversa {\displaystyle A^{-1}} è la seguente:
{\displaystyle A^{-1}={\frac {1}{\det(A)}}\cdot (\mathrm {cof} \;A)^{T}}
dove {\displaystyle \det(A)} è il determinante di {\displaystyle A}, la matrice {\displaystyle \mathrm {cof} A} è la matrice dei cofattori (o dei complementi algebrici) e l'esponente {\displaystyle T} indica l'operazione di trasposizione di matrici.
Uno schema mnemonico per la variazione del segno {\displaystyle (-1)^{i+j}} è il seguente:
{\displaystyle {\begin{pmatrix}+&-&+&\ldots \\-&+&-&\ldots \\+&-&+&\ldots \\\vdots &\vdots &\vdots &\ddots \end{pmatrix}}}

#### Dimostrazione
Si consideri la matrice {\displaystyle A} e la sua inversa {\displaystyle A^{-1}}. La formula 
{\displaystyle A^{-1}={\frac {1}{\det(A)}}\cdot (\mathrm {cof} \;A)^{T}}
equivale a
{\displaystyle A(\mathrm {cof} \;A)^{T}=I(\det A),}
dove {\displaystyle I} è la matrice identità. Quindi, se {\displaystyle A_{ih}} indica l'elemento della matrice {\displaystyle A} nella riga {\displaystyle i} e colonna {\displaystyle h} e {\displaystyle A_{(j,h)}} indica il minore di {\displaystyle A} ottenuto cancellando la riga {\displaystyle j} e la colonna {\displaystyle h,} si ha
{\displaystyle \sum _{h=1}^{n}A_{ih}((\mathrm {cof} \;A)^{T})_{hj}=\sum _{h=1}^{n}A_{ih}(\mathrm {cof} \;A)_{jh}=\sum _{h=1}^{n}A_{ih}(-1)^{j+h}\det A_{(j,h)}={\begin{cases}\det A,&{\text{se }}i=j,\\0,&{\text{se }}i\neq j,\end{cases}}}
dove se {\displaystyle i\neq j} si ha zero poiché la quantità considerata corrisponde al determinante di una matrice {\displaystyle A'} che si ottiene sostituendo in {\displaystyle A} la riga {\displaystyle j}-esima con una copia della riga {\displaystyle i}-esima. La matrice {\displaystyle A'} ha quindi due righe uguali e dunque il determinante è 0.

### Algoritmo di Gauss-Jordan
L'algoritmo di Gauss-Jordan, può essere usato per trovare (quando esiste) l'inversa di una matrice. Funziona nel modo seguente: sia {\displaystyle A} una matrice invertibile. Si costruisce la matrice {\displaystyle B=(A|I)} con {\displaystyle n} righe e {\displaystyle 2n} colonne affiancando {\displaystyle A} e la matrice identità {\displaystyle I}. A questo punto si applica l'algoritmo di Gauss-Jordan alla nuova {\displaystyle B}. Questo algoritmo trasforma la matrice {\displaystyle B} in una matrice a scalini, che sarà del tipo {\displaystyle (I|C)}. La matrice {\displaystyle C} così trovata è proprio l'inversa di {\displaystyle A}. Infatti se si considera la matrice {\displaystyle (A|e_{i})}, il sistema associato ha come unica soluzione un vettore {\displaystyle x_{i}} che per definizione di inversa è la {\displaystyle i}-esima colonna della matrice inversa di {\displaystyle A.} Con le operazioni elementari la si trasforma nella matrice {\displaystyle (I|B^{i})} la cui soluzione è sempre il vettore {\displaystyle x_{i}} (perché l'insieme delle soluzioni di un sistema lineare rimane invariato usando le operazioni elementari). Questo equivale a dire che {\displaystyle Ix_{i}} è uguale a {\displaystyle B^{i},} ossia {\displaystyle B^{i}=x_{i}}. Questo vale per ogni colonna. Quindi, dato che il vettore {\displaystyle x_{i}} è la {\displaystyle i}-esima colonna della matrice inversa, allora {\displaystyle C=A^{-1}.}
L'esempio seguente mostra che l'inversa di:
{\displaystyle A={\begin{pmatrix}1&2\\2&3\end{pmatrix}}}
è la matrice:
{\displaystyle C={\begin{pmatrix}-3&2\\2&-1\end{pmatrix}}}
Infatti:
{\displaystyle {\begin{pmatrix}1&2&\|&1&0\\2&3&\|&0&1\end{pmatrix}}\to {\begin{pmatrix}-2&-4&\|&-2&0\\2&3&\|&0&1\end{pmatrix}}\to {\begin{pmatrix}-2&-4&\|&-2&0\\0&-1&\|&-2&1\end{pmatrix}}\to }
{\displaystyle {\begin{pmatrix}-2&-4&\|&-2&0\\0&4&\|&8&-4\end{pmatrix}}\to {\begin{pmatrix}-2&0&\|&6&-4\\0&4&\|&8&-4\end{pmatrix}}\to {\begin{pmatrix}1&0&\|&-3&2\\0&1&\|&2&-1\end{pmatrix}}}
Nel primo passaggio si è moltiplicata la prima riga per {\displaystyle -2}, nel secondo si è sommata alla seconda riga la prima, nel terzo si è moltiplicata la seconda riga per {\displaystyle -4}, nel quarto passaggio si è sommata alla prima riga la seconda e infine nell'ultimo passaggio si è divisa la prima riga per {\displaystyle -2} e la seconda per {\displaystyle 4}. In questo modo si è partiti da una matrice di {\displaystyle (A|I)} e si è arrivati a {\displaystyle (I|C)}. Si ha che {\displaystyle C} è l'inversa di {\displaystyle A}.

### Inversa di una matrice partizionata
Data una matrice partizionata a blocchi:
{\displaystyle A={\begin{pmatrix}A_{11}&A_{12}\\A_{21}&A_{22}\end{pmatrix}}}
in cui le sottomatrici sulla diagonale {\displaystyle (A_{11}} e {\displaystyle A_{22})} sono quadrate e non singolari, si può dimostrare che l'inversa di {\displaystyle A} risulta uguale a:
{\displaystyle A^{-1}={\begin{pmatrix}A_{11}^{-1}(I+A_{12}\,B_{22}\,A_{21}A_{11}^{-1})&-A_{11}^{-1}A_{12}\,B_{22}\\-B_{22}A_{21}A_{11}^{-1}&B_{22}\end{pmatrix}}}
dove {\displaystyle I} è una matrice identità di ordine appropriato e:
{\displaystyle B_{22}=(A_{22}-A_{21}A_{11}^{-1}A_{12})^{-1}}
ovvero:
{\displaystyle A^{-1}={\begin{pmatrix}B_{11}&-B_{11}A_{12}A_{22}^{-1}\\-A_{22}^{-1}A_{21}B_{11}&A_{22}^{-1}(I+A_{21}B_{11}A_{12}A_{22}^{-1})\end{pmatrix}}}
con:
{\displaystyle B_{11}=(A_{11}-A_{12}A_{22}^{-1}A_{21})^{-1}}